# Apamea maillardi
Apamea maillardi is een vlinder uit de familie uilen (Noctuidae). De wetenschappelijke naam is voor het eerst geldig gepubliceerd in 1834 door Geyer.
De soort komt voor in Europa.